# Philothermopsis thoracicus
Philothermopsis thoracicus là một loài bọ cánh cứng trong họ Cerylonidae. Loài này được Dajoz miêu tả khoa học năm 1978.